# Двоголівочка Шребера
{{#ifeq:0|0|{{#if:Dicranella schreberiana|{{#if:|[[]}}|[[]]}}}}
Двоголівочка Шребера (Dicranella schreberiana) — вид мохів порядку дикранальних (Dicranales).

## Поширення
Батьківщиною є Європа, Північна Америка, Азія.
Населяє вологий ґрунт берегів, особливо придорожніх канав, або в ущелинах скель; від середніх до високих висот.

## Характеристика
Рослини 5–20 мм (рідше більше), жовтуваті. Листки до 3 мм, різко звужені від довгастої до обернено-яйцюватої форми, що покриває основу, до згинально-розпростертої чи квадратної кінцівки, тупі чи загострені на тонкій верхівці, цілокраї чи ± зубчасті вище чи лише на верхівці. Вид дводомний (також повідомляється, що автоітичний). Коробочкові ніжки червоні, 7–12(25) мм, червоно-коричневі. Коробочка поникла, зігнуто-асиметрична, зазвичай дещо звужена біля основи, гладка чи слабо чи рідко чітко смугаста, 0.8–1 мм. Спори 13–18 мкм, гладкі чи майже так. Коробочки, коли дозрівають, опадають.

## Галерея

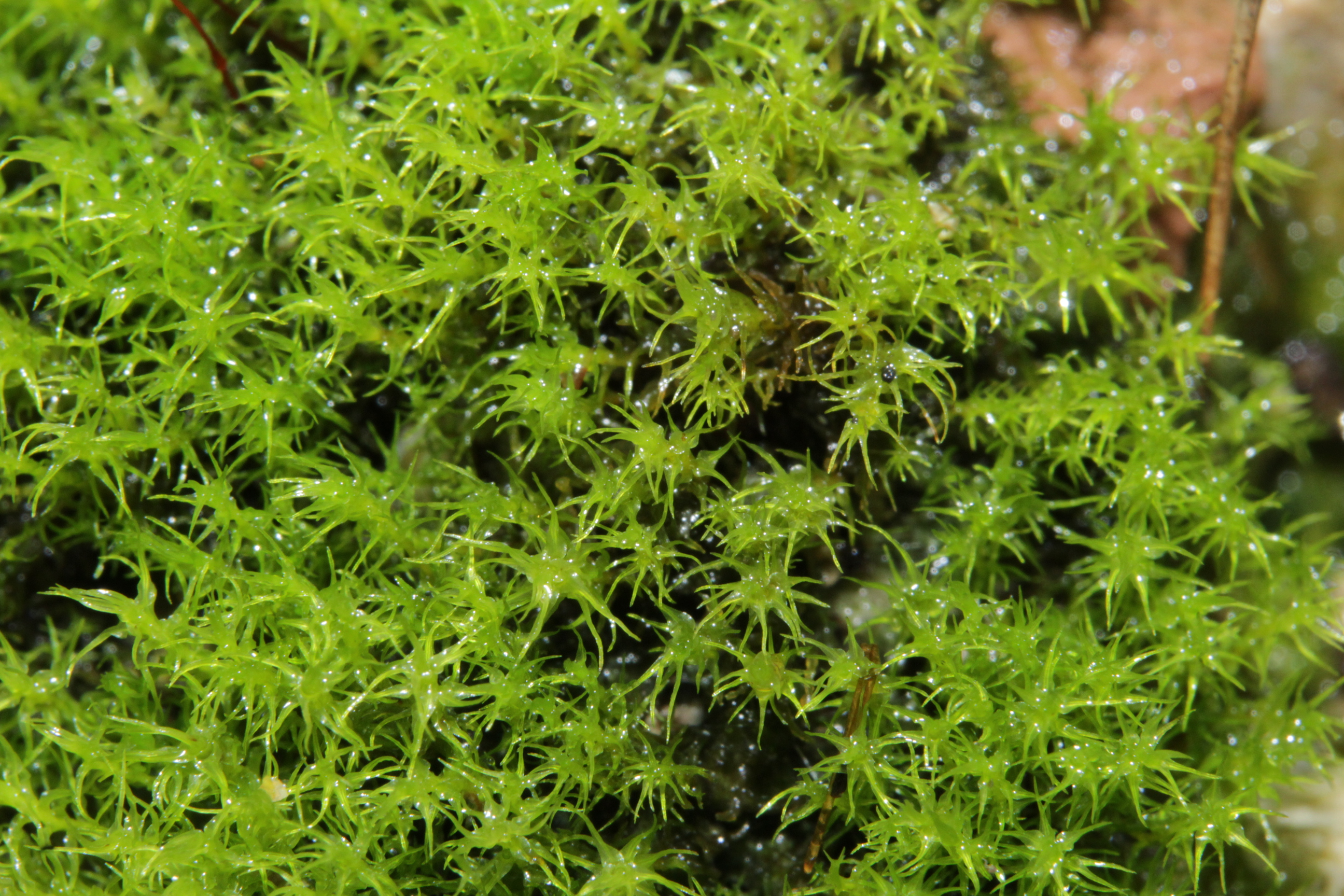
Загальний вигляд
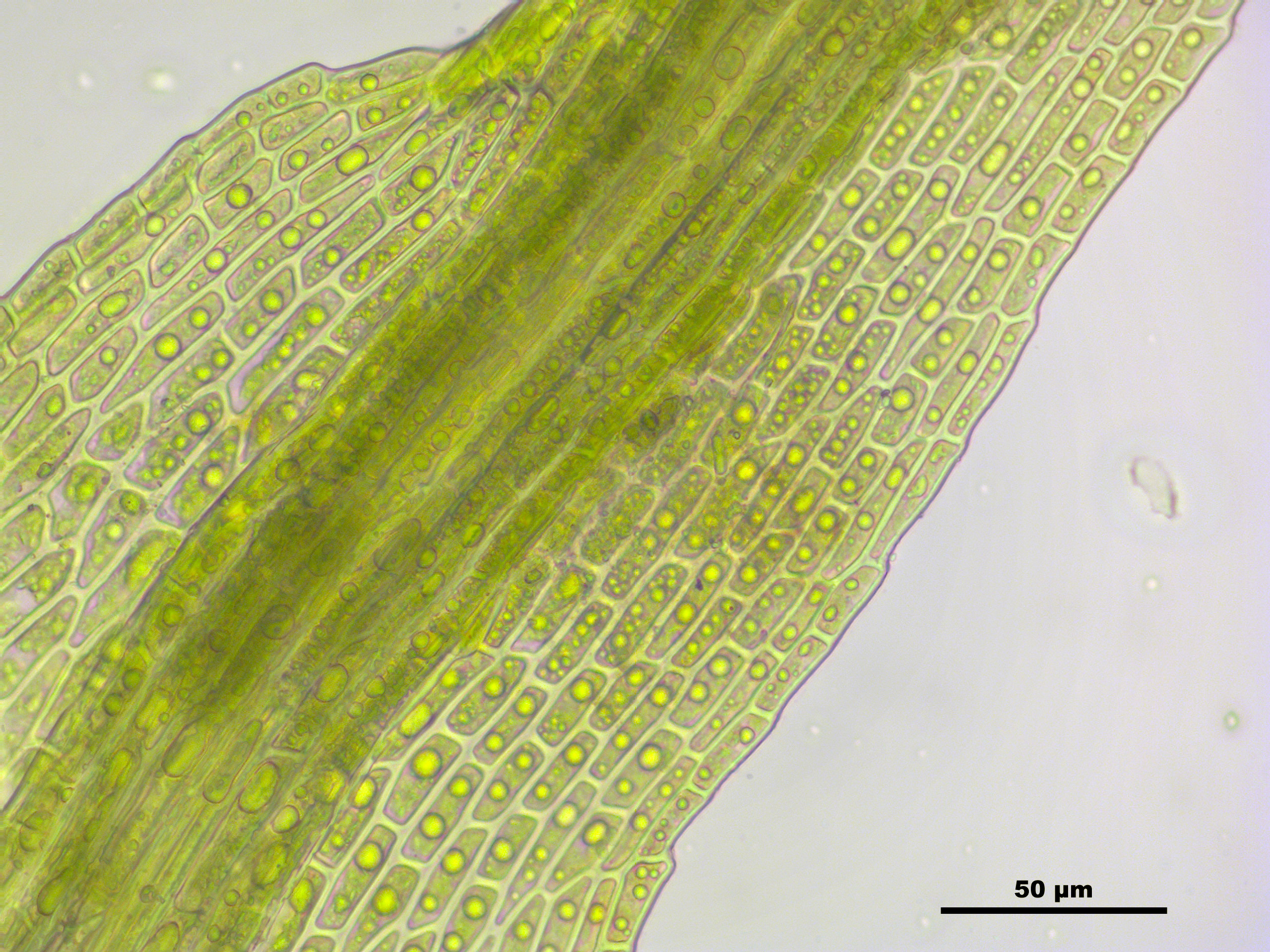
Листок
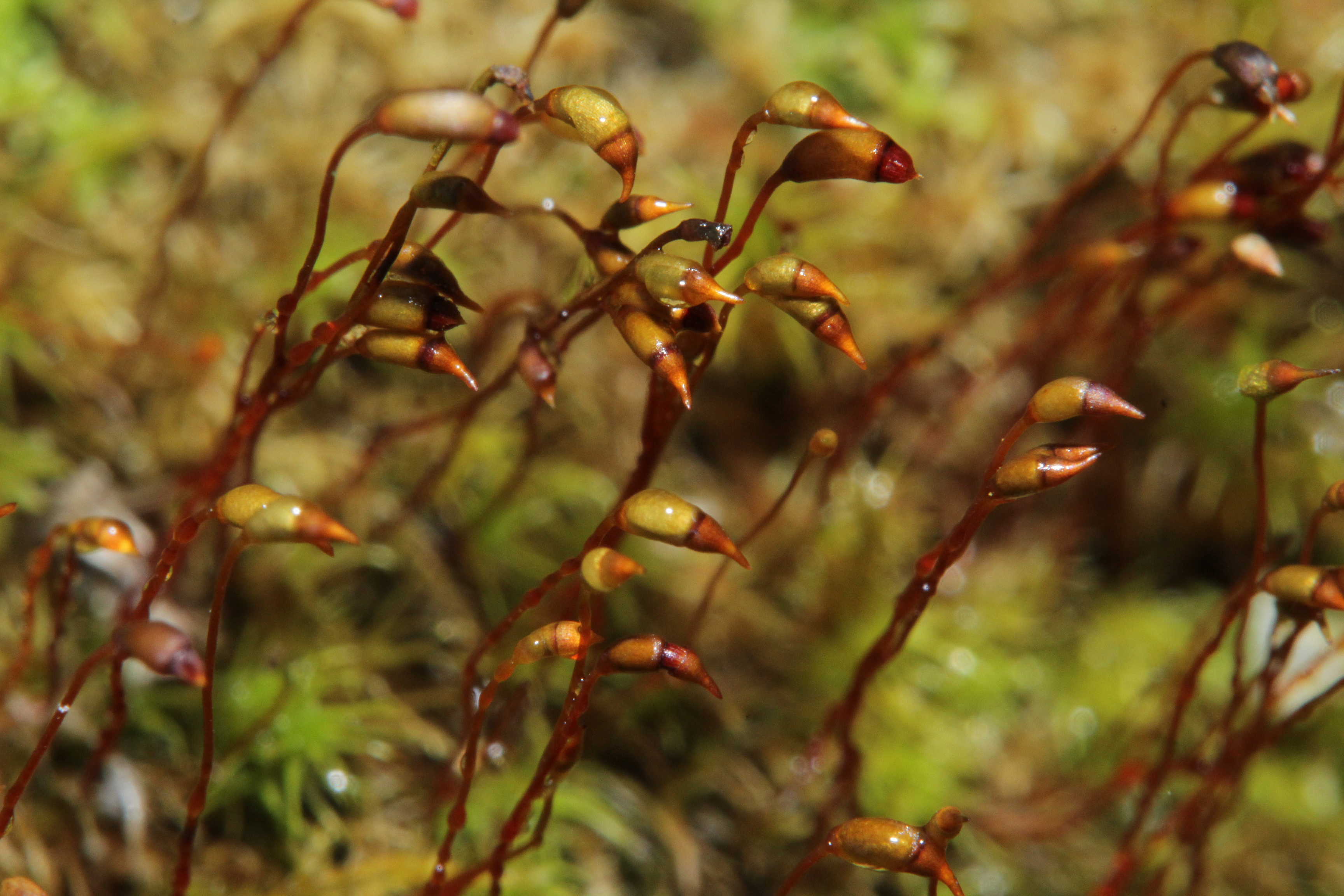
Коробочки
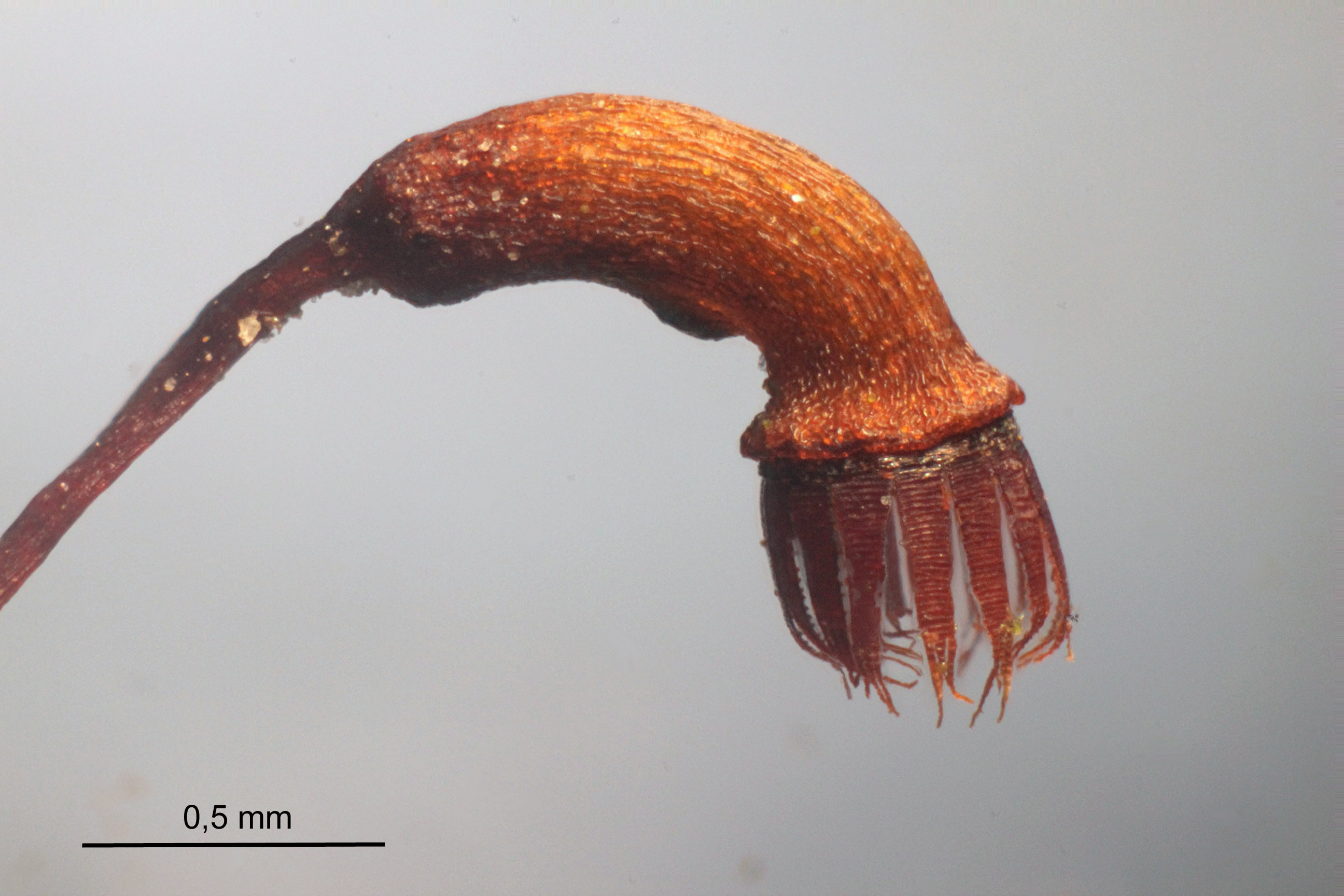
Розкрита коробочка